# Seth Gueko
Pour les articles homonymes, voir Seth (homonymie) et Salvadori.
Seth Gueko, de son vrai nom Nicolas Salvadori, né le 27 octobre 1980 à Saint-Ouen-l'Aumône, est un rappeur et acteur français. 
Il est un membre du label et collectif Néochrome. Son nom de scène s'inspire du personnage homonyme joué par George Clooney dans le film Une nuit en enfer, réalisé par Robert Rodriguez et sorti en 1996.

## Biographie

### Jeunesse et vie privée
Nicolas Salvadori est originaire de Saint-Ouen-l'Aumône, dans le Val-d'Oise. D'origine italienne par son père et russe par sa mère, il grandit dans une famille nombreuse et n'est pas très assidu à l'école. Son domicile était proche d'un camp de gitans, c'est pourquoi il se sent proche de cette communauté à laquelle il fait souvent référence dans ses textes. Il se lance dans le rap en 1998 où il commence à faire des apparitions remarquées. Il se proclame « fils spirituel de Jacques Mesrine ».  
Le choix du nom de l'artiste vient de l'un des frères Gecko du film Une nuit en enfer de Robert Rodriguez. Dans la chanson A.K.A. de l'album La Chevalière, il se surnomme d'ailleurs (d'après une idée de fan) Guy Georges Clooney, en référence à George Clooney, l'interprète de Seth Gecko dans le film, et à Guy Georges, le tueur en série. Il évoque également ce dernier dans J'marche avec ma clique un titre en duo avec Despo Rutti figurant sur l'album Patate de Forain sorti en 2007.
Il est en couple avec la mannequin et peintre Ndiaye Salvadori.

### Carrière
Révélé par Neochrome au début des années 2000, Seth Gueko s'illustre initialement sur les compilations du label, pour ensuite sortir son premier maxi « Mains Sales » en 2004. Il enchaîne alors les street CD au rythme d'un disque par an en moyenne. La chevalière, son premier véritable album, est sorti le 4 mai 2009 au label Hostile Records.
Il publie son deuxième album, Michto, le 28 mars 2011, qui contient les morceaux emblématiques Shalom Salam Salut (un clin d'œil de l'artiste au titre Salut à toi du groupe punk alternatif Bérurier Noir), Bad Cowboy, Sexationnel ou encore Tapis moquette. S'ensuit l'album Néochrome Hall Stars Game en compagnie d'Al K-Pote et Zekwe Ramos.
En sept projets, l'artiste du Val-d'Oise travaille avec le label indépendant Néochrome et la major EMI Music[réf. nécessaire], puis a récemment signé avec East-West/Warner, tout en créant son propre label Zdedededex Music. Il continue toutefois à porter « l'étendard Néochrome », le label de ses débuts. Celui « qui connaît mieux les murs de [s]a tess que l'architecte » se classe aussi dans la branche « machiste » du rap français par le biais de punchlines bigarresques (en référence au comique Jean-Marie Bigard qui apparait sur son album Bad Cowboy) et fait partie des références en termes de répliques marquantes, appelées « punchlines » qui doivent, selon lui, toujours être prises au second degré. Il s'efforce de se tenir à l'écart des rivalités dans le monde du rap et dit n'avoir de problème avec aucun autre rappeur. Il soutient également d'autres rappeurs en leur faisant profiter de sa visibilité, par exemple 25G ou Jason Voriz.
En novembre 2015, Seth Gueko publie son nouvel album, Professeur punchline, au label Believe Records, après une campagne publicitaire montrant la couverture sur laquelle il pose. L'album fait participer Gradur, Lacrim, Niska, Misa, Sadek, Joke et Alkpote. En février 2016, il dévoile un nouveau clip intitulé Kaïraoké.
À partir de 2016, Seth Gueko joue des rôles secondaires dans divers films et séries, tels que La Flamme ou Alibi.com 2.
Seth Gueko a ouvert deux restaurants (Le Petit Phuket et Barlou Burger) et un salon de tatouage (Barlou Tattoo Shop) dans sa ville à Pontoise.
Le 25 janvier 2019, Seth Gueko sort l'album Destroy. Dans une interview accordé à l'Abcdr du son, Seth Gueko explique avoir pris le temps de peaufiner son album avant de le sortir, expliquant ainsi la durée séparant la sortie de ce projet du précédent, Barlou, publié trois ans plus tôt. Le projet convie aussi bien des rappeurs « Old school » comme Akhenaton, Sinik ou Kool Shen que des rappeurs plus récent tels que Dosseh, 13 Block ou Sadek,. L'album s'écoule à plus 4 250 exemplaires lors de sa première semaine d’exploitation, dont 2 240 ventes en physique. Il est majoritairement bien reçu par la presse spécialisée ainsi que par les internautes.

## Affaires judiciaires
Entre juin et septembre 2010, Seth Gueko passe trois mois en détention provisoire à la prison de la Santé pour violences volontaires aggravées sur une femme, qu'il a trainée par les cheveux sur une quinzaine de mètres sur l'avenue des Champs-Élysées depuis sa voiture, « une puissante Audi ». Après un jugement en mai 2013, il est condamné à 18 mois de prison dont trois ferme, déjà effectués,.

## Influences

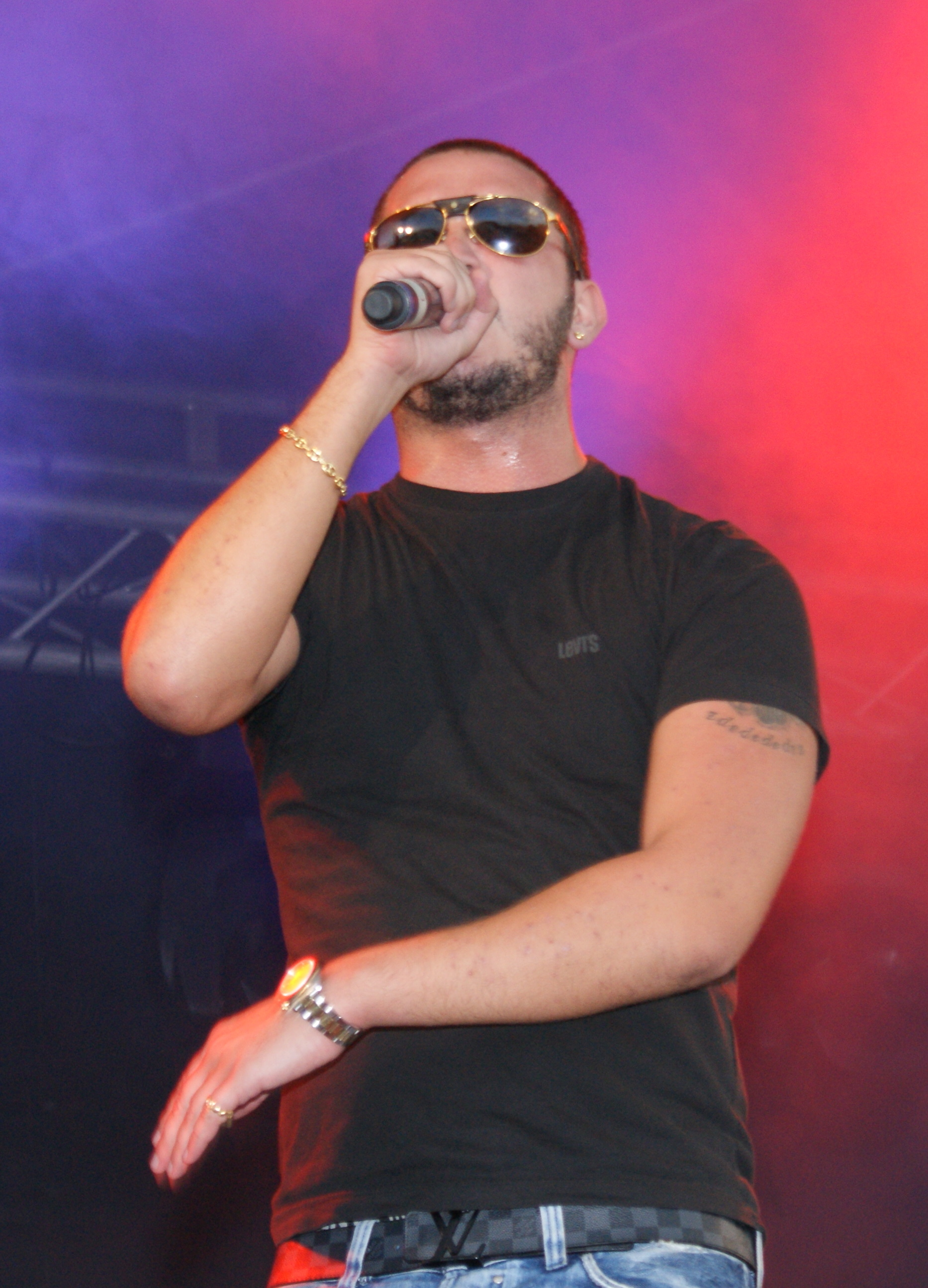
Seth Gueko sur scène en 2010.

Le rap de Seth Gueko est un mélange de diverses influences linguistiques allant du « parler banlieue » au vieil argot parisien (il considère Michel Audiard comme l'une de ses principales références) en passant par le langage gitan/manouche, l'arabe, le lingala ou encore l'anglais. Il s'appuie également sur des onomatopées, du verlan et des néologismes (comme « bistouflex » servant à désigner la masturbation). Seth Gueko a su développer un univers propre grâce à ses « gimmicks », son sens de la formule, des rimes au ton souvent humoristique et aux assonances riches, un second degré pas toujours évident pour le néophyte mais pourtant bien présent, et enfin grâce au personnage qu'il s'est façonné au fil des morceaux et des interviews (« un mélange entre Al Pacino et Benoît Poelvoorde, ce qui fait un cocktail de Al Poelvoordino » dit-il dans une interview donnée à Mouloud Achour[réf. non conforme]).
Son flow s'apparente, selon lui, entre autres appellations, à une « machine de glaire », mais ce sont surtout ses « punch lines » qui ont fait sa renommée, lesquelles donnent tout leur intérêt à des paroles dont le fond est en fait assez courant dans le rap (vie de rue, haine de la police, grand banditisme, apologie de la violence, etc.), toujours avec cette dose d'humour. Il cite entre autres influences musicales Renaud, Bérurier Noir, le 113 ou encore la Mano Negra.
Seth Gueko est influencé dans ses compositions et ses textes par plusieurs champs culturels. Seth Gueko a peu à peu multiplié les références à la communauté gitane, insérant notamment dans ses textes de nombreux mots issus du romani (bicrave, criave, bédave, michto, etc.). Plus largement il s'inspire souvent du monde des gens du voyage et des forains. Certains de ses titres y sont particulièrement consacrés comme Ma Couillasse issu de la mixtape Drive-by en caravane en 2008 ou Dirty Manouche, un morceau de son album La Chevalière en 2009. Le grand banditisme est fréquemment cité, affichant une admiration pour l'ancien ennemi public numéro 1 Jacques Mesrine, s'autoproclamant ironiquement « fils caché de Jack Mess' ». Il idolâtre également le braqueur Albert Spaggiari, ou, plus récemment, le proxénète Dominique Alderweireld dit « Dodo la Saumure » qui apparaît même dans le clip de la chanson dont il est l'éponyme, en 2013. Il cite également les grands films de gangsters comme Reservoir Dogs, Scarface, Casino, Heat, Snatch ou encore Pulp Fiction. Pratiquement tous ses titres sont empreints de références au braquage, au cambriolage et aux larcins en tout genres avec par exemple Le Son des Capuches issu de l'album La Chevalière sorti en 2009 ou encore Guigui Golden Gun issu de sa mixtape Patate de Forain en 2007.
Les criminels français connus sont fréquemment cités, par exemple Guy Georges, Francis Heaulme, Michel Fourniret, Thierry Paulin et particulièrement Emile Louis, dont le nom l'a inspiré pour son titre Emile LV (sur l'album Michto sorti en 2011). Seth Gueko évoque aussi le sexe et la pornographie, faisant de fréquentes allusions à la taille de ses attributs comme « Y a qu'mon sexe qu'a la grosse tête » ou « Mon sexe fait de l'ombre aux rappeurs ». Il fait plusieurs fois mention du nom d'acteurs pornographiques connus comme Rocco Siffredi, Roberto Malone, Ovidie, HPG ou Clara Morgane. Les titres Thug Sex, dans l'album Bad Cowboy de 2013, ou Sexationnel, dans Michto, y font particulièrement référence.

## Apparitions
- 1998-2001 : Hall Stars (feat. Brasco, Loko, Diomay & Sidi-O ; sur Neochrome Volume 1)
- 1998-2001 : On va pas faire semblant (feat. Loko, Diomay & Brasco sur Neochrome Volume 1)
- 1998-2001 : Ca sent pas bon (sur Neochrome Volume 1)
- 2002-2004 : Rap de malfrats (sur le projet Carte Blanche)
- 2002-2004 : Rap de malfrats feat. Nonsens (sur Rime et Gloire Volume 3 de Ghetto Fabulous Gang)
- 2002-2004 : Track 16 Double Violence Urbaine (sur Double Violence Urbaine de LIM)
- 2002-2004 : Esprit Mabé feat. Escobar Macson (sur Neochrome Volume 3)
- 2002-2004 : Casse Belier feat. Wadel-Homa, Sidi-O & Fis-L (sur Neochrome Volume 3)
- 2005 : Duo Démoniaque feat. Escobar Macson (sur Rap Attentat Volume 2)
- 2006' : Qu'est ce qu'on sait (feat. Unité 2 feu, Ades, Boulzer & Bounia
- 2006 : S'prit Cruciforme (feat. Al K-Pote, Kevin Ramos, Rabakar & Katana ; sur Ombre 2 Choc Volume 2 de Jok'1
- 2006 : M'en veux pas (feat. Loko & Ades (sur Chasse à l'homme de Ades
- 2006 : Le passé te rattrape feat Zone & Kheimer (sur Le Block de Alibi Montana)
- 2006 : Maintenant ou Jamais feat Brasco, Loko, Diomay & Granit (sur D'hier à aujourd'hui de Brasco)
- 2006 : Pour les Frères feat. Ades, N'Dal & Fis-L (sur Cocktail Molotov Volume 2)
- 2006 : Generation Speed feat. Obe & Energumenz (sur French Touch)
- 2006 : Sois sur de toi feat. Zoxea (sur Hip Hop Fight)
- 2006 : Toxique Connexion feat. Brasco & Zesau (sur Les Chroniques de l'Asphalte)
- 2006 : Je rap feat. Lorca & Alibi Montana (sur La Rage du Ghetto de Lorca)
- 2006 : La Rue dans le sang feat Brasco, Adès, Nakk, Fis-L & Loko (sur Neochrome Hall Stars)
- 2006 : Jamais 2 sans 3 mixé avec DJ Hamdi (sur Neochrome Hall Stars)
- 2006 : Enfants du Beton feat Al K-Pote, Ades, Brasco, N'Dal, Fis-L & Nakk (sur Neochrome Hall Stars)
- 2006 : Pas de Ghetto sans Traffic feat N'Dal & Fis-L (sur Phonographe Volume 2)
- 2006 : Rap de Malfrats (sur Rap Attentat 3)
- 2006 : La salsa du démon (sur Rap Attentat 3)
- 2006 : Micro Ouvert Paris (feat. Ahmed Koma & Seven sur Illegal Radio de Rim'K)
- 2006 : Clash DJ Djel (sur sa Criminologie Mixtape)
- 2006 : Invincible feat. Tshikan-Noss, Reeno & Al K-Pote (sur Hors Serim Volume 2 de Sinik et Reeno)
- 2006 : Faut pas t'en faire (sur Têtes Brulées Volume 2)
- 2006 : Unissons nos voix feat. Monsieur R, Sefyu, Kery James, Alibi Montana & Youssoupha (sur Traffic)
- 2006 : On rentre dans le tas feat. Unite 2 Feu & Nubi (sur Haine, misère et crasse de l'Unite 2 Feu)
- 2006 : Le temps qui Court feat. Unite 2 Feu (sur Haine, misère et crasse de l'Unite 2 Feu)
- 2007 : Punchlinerz feat Aketo, Farage Nikov & La Raife (sur Cracheurs 2 Venin de Aketo)
- 2007 : J'crache mes as feat. Al K-Pote, KaraktR X-Plicit & Dok Bundi
- 2007 : On part au charbon feat Al K-Pote, Nubi & Sidi-O (sur Sucez moi avant l'album d'Al K-Pote)
- 2007 : La Course à la Maille feat Al K-Pote, Nakk, Ades, N'Dal & Fis-L (sur Sucez moi avant l'album d'Al K-Pote)
- 2007 : Le Chemin de la Fin feat Unite 2 Feu (sur Sucez moi avant l'album d'Al K-Pote)
- 2007 : Wesh Alors (Morceau clipé) feat Grodash (sur Get on the Floor
- 2007 : Y'a trop de Super Héros (sur Il faut sauver le Rap Français Volume 2)
- 2007 : Wreeteetektek (sur Industreet)
- 2007 : Nique les Envieux feat. Kennaden & Al K-Pote (sur Le son des révoltés de Kennaden)
- 2007 : Gangsta World feat. Sinik (sur ADN Criminel de Kheimer)
- 2007 : Nos Racines feat. O'Nassim & Fis-L (sur l'album "La Rue prend l'pouvoir" de DJ Modesty et DJ K-More)
- 2007 : Fait le Boulot Propre feat. SXS & K-ZAM sur L'Arme à la main)
- 2007 : Avec ce qu'on a (sur Avenir en Suspens des Zakariens)
- 2007 : Nos Vies feat. Lorca & Nourou (sur La Rage du Ghetto Volume 2 de Lorca)
- 2007 : L'Amazonie feat. MAF & Samat (sur Interdit d'Illusion de MAF)
- 2007 : Enculé feat. Poison & Wayman (sur 1re Injection avant l'album de Poison)
- 2007 : Banlieusard feat. Al K-Pote, Alibi Montana & Grodash (sur Rap de Banlieusard Special Al K-Pote)
- 2007 : Meurtrier feat. Alpha 5.20 & Unite 2 Feu (sur Rap de Banlieusard Special Al K-Pote)
- 2007 : À tous les Youvs feat. Joe Luccaz (sur Rap de Banlieusard Volume 2 Special Joe Luccaz)
- 2007 : On est les Patrons feat. Kevin Ramos & Farage Nikov (sur Rap de Banlieusard Volume 2 Special Joe Luccaz)
- 2007 : Baroudeurs feat. 25g & Wira (sur Rap de Banlieusard Volume 2 Special Joe Luccaz)
- 2007 : Rimes organisées (sur Rimes organisées)
- 2007 : Les élites du rap (sur 'Ambiance Thug et Ghetto de Truand 2 la Galère)
- 2007 : On braque le rap feat. Akissa & Al K-Pote
- 2007 : Classe laborieuse feat. Classe Dangereuz
- 2007 : Du 95 au 1220 feat. Psykoz
- 2007 : On sait pas abandonner (en hommage aux Émissions Spé)
- 2008 : Caillera mentalité feat. Al K-Pote (sur L'Empereur d'Al K-Pote)
- 2008 : Le million sur la B.O du film Mesrine, l'instinct de mort)
- 2008 : Les mains sales feat. Brasco (sur Vagabond de Brasco)
- 2008 : Zdededex feat Ouss D Ouss & Nourou (sur Departement 95)
- 2008 : C'est qui ? feat. Escobar Macson (sur Vendetta de Escobar Macson)
- 2008 : La Folie des sous-sols feat. Farage Nikov, Grodash & Six Coups MC (sur L'instinct du Bitume de Farage Nikov)
- 2008 : Street Boxing feat. Diamond MC (sur Force 2 Frappe)
- 2008 : Thug (feat. John Ross & Al K-Pote (sur Bandit d'Honneur de John Ross)
- 2008 : Ca Recommence (feat. L'1solence & Farage Nikov sur Si L'1solence, l'autre aussi de L'1solence)
- 2008 : La Famille Mesrine (sur La Fnac en Mode Rap Français Volume 1)
- 2008 : La Cage aux lions (feat. Lalcko, Despo & Escobar macson sur Diamants des conflits de Lalcko)
- 2008 : Rois de la jungle (fea.t Les Gourmets sur 'Soyons sales des Gourmets)
- 2008 : Moscou (feat. Serex, N'Dal & Fis-L sur Colis Piégé de N'Dal & Fis-L)
- 2008 : Entrée de jeu (feat. 25g sur Neochrome Mortal Kombat)
- 2008 : Rap de Barge (feat. Frage Nikov & Nourou sur Niroshima Volume 3)
- 2008 : À deux doigts (sur One Beat)
- 2008 : Micro Ouvert (feat. Dawa O Mic sur Parlez-vous français ?)
- 2008 : Parlez-vous Raboins ? (sur Parlez-vous français ?)
- 2008 : Intro (sur Paroles d'Escroc)
- 2008 : Putain de frappe (feat. Al K-Pote, Farage Nikov & Deck Scanner sur Paroles d'Escroc)
- 2008 : On arrive gangsta (feat. Classe Dangereuz & Farage Nikov sur Puissance Rap 2009)
- 2008 : Ma Couillasse Remix (sur Rap 2 Rue 2008)
- 2008 : MC vener (feat. RU2S sur Ma plume s'envole de RU2S)
- 2008 : Lève toi et braque (feat. Stomy Bugsy sur Self Defense)
- 2008 : Drive By Music (feat. Shirde sur Drive By Music de Shirde)
- 2008 : Le Regard Perçant (feat. Swift Guad, Al K-Pote & Aketo sur Hecatombe de Swift Guad)
- 2008 : C'est l'retour d'U2f (feat. Unite 2 Feu sur La ténébreuse épopée de l'Unite 2 Feu)
- 2008 : Sans Issus (feat Yazou, Al K-Pote & Solo L'Myth sur Jusqu'ici tout va bien de Yazou)
- 2008 : On Garde la tête haute (feat Akir & Al K-Pote sur Zarefya Volume 4)
- 2008 : On fait taire les bavards (feat. Mentounascrew & Escobar Macson)
- 2008 : Bande de minus (feat. Recidiv'East & Al K-Pote)
- 2008 : Galaktik Beat (feat. Al K-pote, Neoklash & Balastik Dogg sur Galaktik Beat des 2Bal)
- 2008 : Gavroche Style (sur Rap de Banlieusard Volume 3 Spécial Zekwe Ramos)
- 2008 : Bienvenue chez les tan-gis (feat Les p'tits couz, Djino, Tchen, M16 & Zao sur Rap de Banlieusard Volume 3 Spécial Zekwe Ramos)
- 2009 : Code de la rue Remix (feat Kennedy, Dry, Alonzo, Black Barbie, Despo & Ol'Kainry sur Cicatrice de Kennedy (rappeur)Kennedy
- 2009 : 10 ans d'punchlines (Son Promo)
- 2009 : On est les patrons feat 25g, Kevin Ramos & Farage Nikov sur Cabochard de 25g
- 2009 : En mode vibreur feat Al K-Pote, Nourou & Aka sur Les yeux dans la Banlieue 2 de DJ Goldfingers
- 2009 : Sous Haute Tension feat Diamond MC sur Sous Haute Tension RP Records
- 2009 : On aime feat. Courti Nostra
- 2009 : La conquête du Rhalis feat. Alpha 5.20, Balastik Dogg & Azod (sur Dhuys City de Alpha Aiko)
- 2009 : Démarrer (sur Autopsie Volume 3 de Booba)
- 2009 : Il était une fois dans l'Oise (sur Maghreb United de Rim'K)
- 2009 : Tremblement de ter-ter 2 feat. Larsen, RR, Poison, Smoker, Shone, Samat, Balastik Dogg, Scar Logan, 25g, Mac Gregor, Farage Nikov & Moubaraka
- 2009 : On s'organise feat. Farage, Kalash l'Afro & Sheir (sur Témoin du mal de Farage)
- 2009 : Tremblement de Ter-Ter 13 feat. Soprano, Kalash l'Afro, Killam, Zino, Alonzo, Freddy Mchonga, Mesrime, Gino, Donovan, Diego, Red.K, D2T, El KID & Esteban (Son Promo)
- 2009 : Qui veut la peau d'Alain 2 l'ombre feat Kalash l'Afro, Kwembe, Dosseh, B.O Digital, Delta, Sultan, Alain 2 l'ombre, Kaaris, Alpha 5.20 & Rlf sur Avant la prophétie d'Alain 2 l'Ombre
- 2009 : Absolut Rotka feat. Morovach (sur Cellule de Crise de Morovach)
- 2010 : C'est la merde feat Dosseh & Kennedy (sur Cosa nostra)
- 2010 : Pass out (Remix) feat. Tinie Tempah
- 2010 : Tout le mal qu'on nous souhaite feat. Six Coups MC & Sinik (sur l'album Un Pied Dans La Lumière de Six Coups MC)
- 2010 : Seth Gueko feat. Mista Flo et Alpha 5.20 - Pour les Youves (sur Street Lourd II)
- 2010 : Seth Gueko feat. Still Fresh et V.A (dans Battle Royal)
- 2010 : Seth Gueko feat. Zesau et S.A.R.S - La balafre
- 2010 : Bilel feat. Seth Gueko - Il Suffit (sur Qui vivra verra de bilel)
- 2010 : Leslie feat. Seth Gueko, Mac Tyer, Kyz kill (sur Hexagone)
- 2010 : Nakk Mendosa feat. Seth Gueko & Dosseh - J'suis un lion (sur Le monde est mon pays de Nakk Mendosa)
- 2011 : La Fouine Feat Soprano, Admiral T, Seth Gueko, Nessbeal & Canardo - Bafana Bafana Remix (sur l'album de La Fouine, La Fouine vs. Laouni)
- 2011 : MTK Soldiers feat. Seth Gueko & Grödash - L'heure du réveil (sur le street-album de MTK Soldiers, La Krashtape)
- 2011 : Dostan Malicia Mc (MTK Soldiers) & Tony Warrior (MTK Soldiers) feat. Seth Gueko & Escobar Macson - On Fait Taire Les Bavards (sur le street-album de MTK Soldiers, La krashtape)
- 2011 : Seth Gueko feat. Booba - Gipsy King Kong (sur l'album Mitcho de Seth Gueko)
- 2011 : Barbès Clan feat. Seth Gueko - Neocrack (sur l'album de Barbès Clan, 18 Grammes
- 2011 : Seth Gueko feat. Mister you - Zoogatablex sur l'album 'Michto'de Seth Gueko
- 2011 : Gavroche Style (sur l'album hostile de Seth Gueko)
- 2011 : Mystik Yoka Yoka feat. Seth Gueko (sur l'album UKUSHIMA 8.9 de Mystik)
- 2011 : Still Fresh feat. Seth Gueko, S.Pri Noir, Lacrim, Sofiane, Aketo, Zesau, Wira, Sidi.O, Seven & Kinio - Battle Royal
- 2011 : Sébastien Patoche feat. Seth Gueko - Shake ton slibard (sur l'album J'emmerde les bobos ! de Sébastien Patoche)
- 2012 : Niro feat. Seth Gueko, Dosseh et Lino) - Dans ton kwaah remix
- 2013 : LFDV feat. Seth Gueko, Youssoupha, Leck et Lino) - Papa ce soir remix
- 2013 : Dosseh feat. Seth Gueko - Holy Water Freestyle
- 2014 : Jason Voriz feat. Seth Gueko - Sauvé par le Gang (sur l'album Brute Épaisse)
- 2015 : Escobar Macson feat. Seth Gueko - Faible & Invincible (sur l'album Deenier Hold-Up)
- 2016 : 25g feat. Seth Gueko -  Camionneurs (sur l'album Cabochard 2)
- 2016 : Worms-T feat. Seth Gueko - À la source
- 2017 : Médine feat. Lartiste, Lino, Sofiane, Alivor, Seth Gueko, Ninho et Youssoupha - Grand Paris (sur l'album Prose Élite)
- 2017 : Sinik feat. Seth Gueko - Incroyable (sur l'EP Drone)
- 2018 : Guizmo feat. Seth Gueko - Le Professeur & Le Renard (sur l'album Renard)
- 2018 : Swift Guad feat Seth Gueko - Black Circus
- 2019 : ALP feat. Seth Gueko - Ceinture noir (sur la compilation Cercle Fermé)
- 2019 : Cabochard 3 feat. 25G (Strongman)
- 2020 : Josman feat Seth Gueko - Argent, Drogue & Sexe
- 2020 : Chaud Patate feat Gérard Baste (sur l'album de Gérard Baste "Dans Mon Slip Vol.2 ")
- 2020 : Joe Exotic - Seth Gueko ft. Billy Joe (sur l'album Boulangerie Française, vol. 4 de DJ Weedim)
- 2021 : Vladimir Cauchemar feat. Seth Gueko, Freeze Corleone & Phazz - Les professeurs.
- 2021 : Maj Trafyk feat. Seth Gueko - Ours polaire (sur l'album Advienne que pera)
- 2022 : Le Pire Gendre : l'incroyable famille de Leslie ! (Caméra cachée de Greg Guillotin)
- 2024 : Zola, ISK, Pit Baccardi, Cokein, Sofiane, Ashe 22, Uzi, RK, Alkpote, Nahir, Seth Gueko, Demi Portion, Soso Maness, Decimo, Zed, Akhenaton, Kerchak, Mac Tyer, Kore, Relo & Costa - NO PASARÁN (single en collaborations pour la Fondation Abbé Pierre)
- 2024 : Barrio - feat. Kyzi & Kanoe.
- 2024 : Bianconeri - feat. 2mezur.
- 2024 : Poste Akai - feat. Reta.
- 2024 : Le Marginal.

## Clips
- 2004 : Hasta Siempre
- 2005 : Patate de Forain (feat. Sefyu)
- 2005 : La nuit
- 2006 : Dès que
- 2006 : Guigui Golden Gun
- 2007 : Wesh Alors (feat. Grödash)
- 2007 : Hein mon zin-cou
- 2007 : On ne sait pas abandonner (feat. V.A)
- 2007 : Cabochards (feat. 25g)
- 2007 : Fils de Jack Mess
- 2007 : Les élites du rap (feat. V.A)
- 2008 : Ma couillasse
- 2008 : Moyens du Bord feat. Farage & Alkpote
- 2008 : Les Fils de Jack Mess Remix (feat. Salif, Médine, Despo Rutti & Lino)
- 2009 : Le code de la rue Ruemix (feat. Kennedy, Alonzo, Dry, Despo Rutti, Black Barbie & Ol' kainry)
- 2009 : Le son des capuches (clip réalisé Par Chris Macari)
- 2009 : Wé Wé Wé (clip réalisé Par Chris Macari)
- 2009 : Démarrer
- 2010 : Bistouflex
- 2010 : Pass Out Remix (feat. Tinie Tempah)
- 2011 : Tapis moquette ~ le retour du Forain
- 2011 : Zdedededex
- 2011 : Sexationnel ~ Bad Cowboy
- 2011 : Materfuck
- 2011 : Shalom Salam Salut
- 2011 : Michto
- 2012 : Patong City Gang
- 2012 : Dans ton kwaah (remix) (feat. Dosseh, Lino & Niro)
- 2012 : Le Machin
- 2012 : J'y arriverai
- 2012 : Hypnotize (feat. Zekwé Ramos & Alkpote)
- 2013 : Dodo la saumure
- 2013 : Paranoïak
- 2013 : Bulldozer
- 2013 : Lève les draps (feat. Orelsan)
- 2013 : Barbeuk
- 2013 : Open Bar
- 2013 : Golden Shower
- 2013 : Papa ce soir (feat. LFDV, Youssoupha, Leck & Lino)
- 2013 : Défouraillage (feat. Greko)
- 2013 : La Chatte à Mireille (feat. Niro)
- 2015 : Val d'Oseille
- 2015 : Chintawaz (feat. Gradur)
- 2015 : Delicatessen
- 2015 : Seth Gueko Bar
- 2015 : Hommes des Neiges (feat. Niska)
- 2015 : Titi Parisien
- 2015 : Titi Parisien Remix (feat. Oxmo Puccino & Nekfeu)
- 2016 : Joey Starr RMX (feat. DJ Weedim)
- 2016 : Barlou
- 2016 : Maître de cérémonie
- 2016 : Rubrique Nécro (feat. Lino)
- 2016 : Comme des sauvages (feat. Hamza)
- 2017 : Les princes de la ville #3 Phuket (feat. I2H)
- 2017 : C'est pas pareil (Remix) (feat. Kaaris)
- 2018 : Post-it
- 2018 : Obligé (feat Alkpote)
- 2019 : ALB
- 2019 : Dans quelques euros (feat Sadek)
- 2019 : Tel père tel fils (feat Stos, son fils)
- 2020 : Kratos
- 2021 : Trop parler peut tuer (feat Stos, son fils)

## Cinéma
- 2016 : Pattaya, l'homme de la plage
- 2019 : Paradise Beach, Zak
- 2021 : Haters, Prince-S Mimi / Stéphane Milo
- 2022 : Alibi.com 2, le mec balaise

## Télévision
- 2020 : La Flamme, le frère d'Anne
- 2022 : Le Pire Gendre : l'incroyable famille de Leslie ! de Greg Guillotin[17]
- 2024 : Brigade anonyme
- 2024 : Scènes de ménages
- 2025 : Les traîtres saison 4[18]

## Courts-métrage
- 2020 : Rouge neige